# Museo ebraico di Genova
Il museo ebraico è situato a Genova, in una parte della Sinagoga monumentale di Genova.

## La storia

### La sede
Sede del museo è l'ultimo piano della Sinagoga_di_Genova, realizzata nel 1935 su progetto dell'architetto Francesco Morandi.
L'edificio, realizzato in cemento armato, è attorniato da un giardino di circa 200 m², nel suo stile architettonico sulle facciate presenta citazioni dello stile romanico-modernizzato fuse con citazioni orientali e le facciate sono rivestite in pietra di Finale. È sormontato da una cupola centrale, ai cui lati, quattro minori a forma di semi cupola. La facciata principale è caratterizzata dal grande portone, sopra cui l'iscrizione in ebraico  ”La mia casa sarà chiamata casa di preghiera per tutte le genti” (Isaia 56,7) e una vetrata circolare con la stella di Davide. All'interno tre vetrate dell'artista Emanuele Luzzati, con gli emblemi delle dodici tribù d'Israele e il candelabro a sette braccia, La Menorah.

### La struttura
La proprietà è dell'ente ecclesiastico o religioso.
Responsabile:  è la direzione regionale per i beni culturali e paesaggistici della Liguria.

### Il museo
Il museo, nacque ufficialmente nel 2004, anno in cui Genova fu capitale europea della cultura e venne realizzato sul progetto dell'architetto Gianfranco Franchini.
All'interno vi è una collezione di opere donata da Emanuele Luzzati intitolata: viaggio nel mondo ebraico, visionabile nell'ambito di giornate ed eventi organizzati.
Vengono realizzati incontri per la giornata della memoria o quella europea della cultura ebraica, i temi sono appunto l'ebraismo, la cultura, con incontri con la cittadinanza e le scuole.
Il museo diventa anche luogo per mostre. 
Alcune di queste hanno riguardato le tematiche religiose, storiche, artistiche e di documentazione:
2004: Chagall e la Bibbia mostra su M.Chagall.
2004: Al di là del versetto: una mostra di antiche Bibbie ebraiche: la Bibbia Giustiniani, la Bibbia Complutense, la Bibbia detta di Kimchi David.
2006: Mostra sulla storia della comunità ebraica genovese dal 1935, anno in cui venne costruita la Sinagoga, sino alle deportazioni e alla Shoah 
.
2010: Viaggio nel mondo ebraico mostra su Emanuele Luzzati.
2011: Dal Talmud a Internet il futuro dell'uomo ha radici antiche.
2012: Mostra Ufficiale dei disegni e poesie dei bambini di Terezin.
2013: L'Haggadah della speranza: una mostra di 71 tavole sull'Haggadah trecentesca di Sarajevo.
2014: Il Cantico dei Cantici:opere ispirate al poema biblico.
2014: Anna Frank - una storia attuale.

## Galleria d'immagini

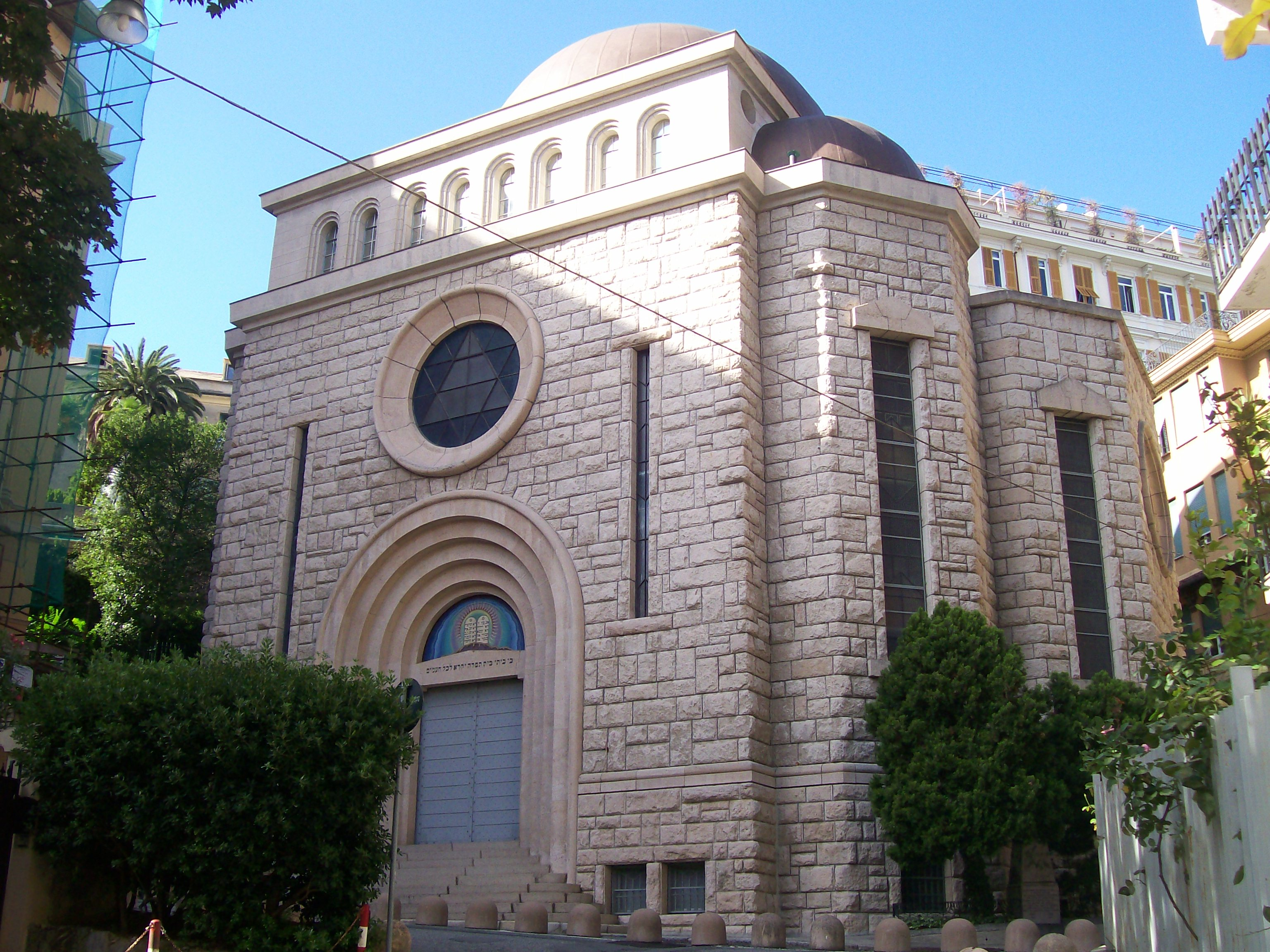
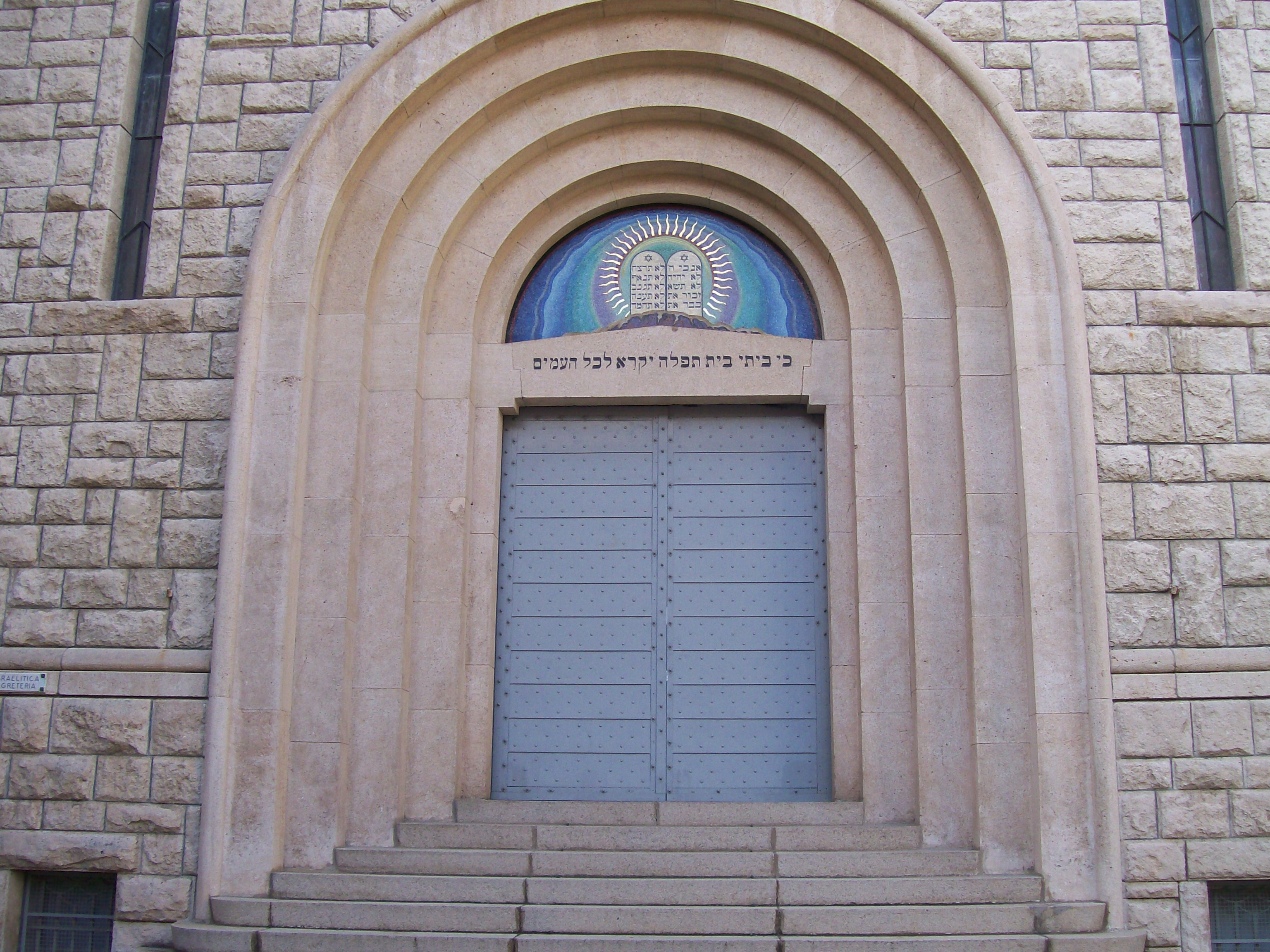
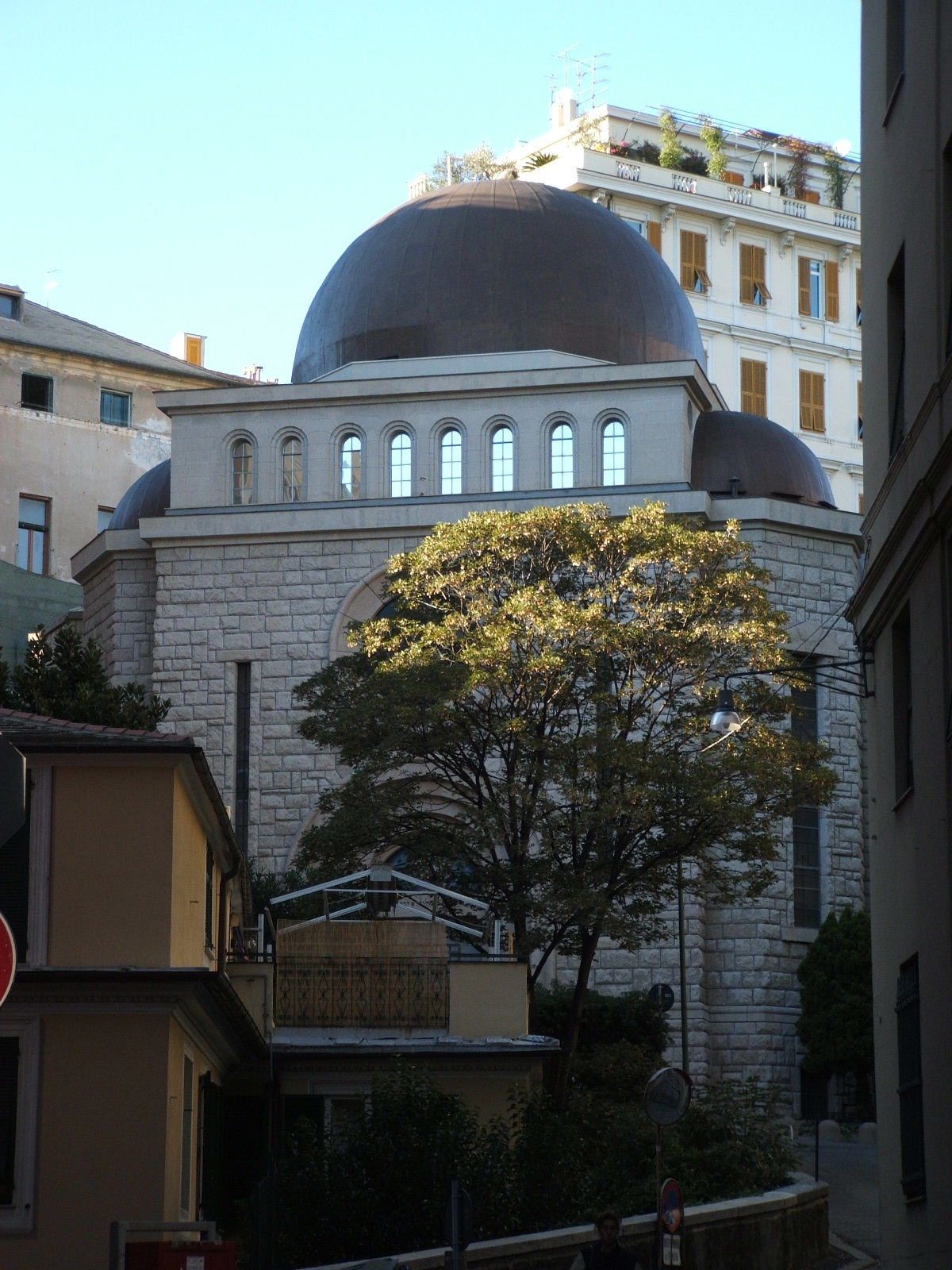

La sede del museo: